# Indvandring til Danmark
Igennem hele Danmarkshistorien har der været forskellige former for indvandring til Danmark. Såvel antallet af indvandrere som oprindelseslandet og årsagerne til indvandringen har skiftet meget i tidens løb. Ønske om beskæftigelse, uddannelse, familiemæssige forhold og flugt fra f.eks. etnisk, politisk eller religiøs forfølgelse har i varierende omfang på forskellige tidspunkter været de vigtigste bevæggrunde for indvandringen.
Andelen af den danske befolkning, der består af indvandrere og efterkommere som defineret af Danmarks Statistik, er i de sidste mange år steget og udgjorde i januar 2023 15,4 %, svarende til 911.000 personer. Det har gjort spørgsmål om indvandringen og indvandrernes integration til et vigtigt offentligt debatemne. Indvandrernes forhold på arbejdsmarkedet, kulturelle og religiøse forskelle, ikke mindst hvad angår indvandrerne fra overvejende muslimske lande, bosætningsmønstre, diskrimination og kriminalitet blandt indvandrere har været blandt diskussionsemnerne.

## Historie

### Indvandring i forhistorisk tid
Undersøgelser af arvemassen i skeletter fra forhistorisk tid sammenlignet med nulevende personers genom peger på, at der har været i hvert fald tre større indvandringsbølger i Danmark i forhistorisk tid: Først de jægere og samlere, som slog sig ned her i landet, efter at isen var smeltet bort for ca. 10.000 år siden (dvs. ca. 8.000 f.Kr.). De var små og meget mørkhudede med grå eller blålige øjne. Derefter det folk, som bragte agerbrug til landet for ca. 6.000 år siden (ca. 4.000 f.Kr.). Og endelig det hyrdefolk med oprindelse i Østeuropa, der bragte kendskabet til bronze til landet for ca. 5.000 år siden (ca. 3.000 f.Kr.). De var højere og havde lys hud og medbragte med stor sandsynlighed det indoeuropæiske sprog, som det danske sprog stammer fra. Denne sidste gruppe er også kendt som Jamna-kulturen.
Der har også været indvandring af mere individuel karakter, blandt andet som følge af ægteskaber. Nylige DNA-analyser har vist, at to af de berømteste oldtidsfund fra Danmark, Skrydstruppigen og Egtvedpigen, begge er indvandrere, idet de menes at være født i henholdsvis Schwarzwald og et mere ubestemmeligt sted i det nordlige Tjekkiet, Frankrig eller Midttyskland.

### Middelalderen
Kristendommens indførelse i Danmark medførte indvandring af forskellige gejstlige og andre professioner. Således var de fleste biskopper i Danmark gennem flere generationer udlændinge, der havde de fornødne kvalifikationer. Det meget omfattende kirkebyggeri i 1000- og 1100-tallet blev i høj grad igangsat af udenlandske bygningsarbejdere. De ledede og organiserede således byggeriet omkring de store domkirker, og derfra bredte byggeriet sig ved fremmed og indenlandsk arbejdskraft ud i landsbyerne. På det tidspunkt udgjorde hele Vesteuropa et fælles arbejdsmarked, hvor teknisk sagkyndige vandrede fra egn til egn og slog sig ned, når der var arbejde at få. Også de nyoprettede danske klostre blev i høj grad bemandet med indvandrede munke. Erik Ejegod indkaldte således 12 munke fra Evesham i England til at befolke et nyoprettet benediktinerkloster i Odense, ligesom Herrevad kloster i Skåne og Esrum Kloster blev oprettet med bistand af munke fra Clairvaux og Cîteaux i Frankrig. I 1232 kom en flok franciskanermunke til landet og grundlagde et kloster i Ribe.
Indvandring af en anden karakter fandt formodentlig sted i form af vendiske bosættelser en række steder i landet, især på Lolland og Falster. Herom vidner en række stednavne af vendisk oprindelse som eksempelvis Tillitse og Korselitse. Af mere blivende betydning blev den tyske indvandring i Slesvig. I området mellem Danevirke-Trene og Ejderen fandtes ved begyndelsen af historisk tid nogle store ødemarker med vældige skove, Jernvedskovene. Her begyndte omkring 1200 en kraftig tysk indvandring sydfra. Gennem hele middelalderen foregik der dermed en langsom ekspansion ind i de oprindelige danske og frisiske bosættelser. Ved udgangen af middelalderen var det danske sprog trængt tilbage til linjen Husum-Slesvig-Slien; her forblev linjen for landbefolkningens vedkommende stort set uændret indtil begyndelsen af 1800-tallet.
I middelalderen fandt også indvandring sted fra de nordtyske byer, ikke mindst Hansestæderne, til mange danske købstæder. Allerede i 1157 fandtes således ifølge Saxo en tysk koloni i Roskilde. Ligeledes blev den danske adel suppleret med mange tyske indvandrere. Også kongefamilien blev fornyet ved indvandring, da tre danske konger i træk (Erik af Pommern, Christoffer af Bayern og Christian 1.) var tyske fyrster, der blev valgt som danske konger. Den sidstnævnte var stamfar til det oldenborgske kongehus, der regerede Danmark i godt 400 år (fra 1448 til 1863). Da bybefolkning og adel var talmæssigt beskeden, var denne indvandring en beskeden procentdel af den samlede befolkning, men kulturelt og teknisk fik den dybtgående indvirkning på det danske samfund. Mange låneord indenfor handel og håndværk vandrede således fra tysk til dansk i denne periode.
En meget kendt indvandrergruppe var de nederlandske bønder på Amager, der blev indkaldt af Christian 2. for at højne dyrkningen af fødevarer som forsyning for København. Indvandrerne og deres efterkommere satte i nogle århundreder et klart kulturelt særpræg på øen, især i Store Magleby. På tilsvarende vis var Helsingør i 1500- og 1600-tallet en kosmopolitisk by, hvor ikke mindst grupper af skotter, tyskere og nederlændere slog sig ned og satte et tydeligt præg på byen. Mellem 1550 og 1600 var 13 af byens rådmænd af udenlandsk herkomst, herunder 7 skotter.

### Reformationen og de følgende århundreder
Reformationen i Danmark medførte klare ændringer for migrationen. Indtil dette tidspunkt havde praktisk taget alle de lande, Danmark havde hyppig kontakt med, haft den samme (katolske) religion. Nu blev der draget klare skel mellem områder med konkurrerende religioner, og religionskrige kom til at præge verdensdelen. De danske kirkeordninger fra 1536 og 1537 medføret, at kun tilhængere af den evangelisk-lutherske kirke kunne få varigt ophold i landet. I flere hundrede år blev indvandring således kun tilladt fra ganske få andre lande. Dog fandt myndighederne det efterhånden fordelagtigt at foretage nogle undtagelser i forhold til denne lovgivning. Christian 4. førte således en aktiv indvandringspolitik i form af indvandrere fra Nederlandene, hvorfra man opmuntrede skibsbyggere, håndværkere og købmænd til at indvandre, bl.a. med løfte om tilladelse til frit at udøve deres (calvinistiske) religion. Under Christian 4. steg den nederlandske indvandring til Danmark således markant. I 1682 fik den relativt nyanlagte by, Fredericia, der havde svært ved at tiltrække indbyggere, en asylret, således at jøder og ikke-lutheranske kristne fik ret til at slå sig ned her modsat resten af Danmark. Byen blev derfor præget af en række trosretninger, der i mange år udgjorde ret lukkede samfund. Der opstod således katolske, jødiske og reformerte menigheder, hvor den sidstnævnte især bestod af huguenotter fra Frankrig. En tilsvarende religiøs bosættelse fandt sted knap 100 år senere, da Christiansfeld i 1773 blev grundlagt af herrnhutiske indvandrere fra Tyskland.
I denne periode forsøgte statsmagten under merkantilismen at stimulere erhvervslivet, bl.a. ved at tiltrække kvalificeret udenlandsk arbejdskraft. Fra 1500-tallet skete en kraftig indvandring af udenlandske håndværkere, især fra Tyskland og især til Nordsjælland, København og de sønderjyske købstæder. Et andet kendt eksempel er kartoffeltyskerne - en gruppe tyske landmænd, der i 1759 blev inviteret til Midtjylland for at være med til at opdyrke den jyske hede. Skikken med at indkalde udenlandske arbejdere, når en ny produktion skulle sættes i gang, fortsatte ind i 1800-tallet. Svenskere arbejdede på Frederiksværk med at fremstille knive og sabler; engelske og tyske arbejdere indkaldtes i 1840 til maskinspinderiet sammesteds, og glasindustrien skaffede sig tysk og bøhmisk arbejdskraft.
En anden kilde til indvandring var militæret, der i perioden frem til 1849 blandt andet bestod af stående tropper af professionelle, hvervet i ind- og udland. Et udslag heraf var, at den danske hær anvendte tysk som kommandosprog indtil 1772-73.
Samtidig blev religionsfriheden under indflydelse af oplysningstidens idealer efterhånden udvidet. I 1685 lovede Christian 5. fri religionsudøvelse til reformerte manufakturister i København, og få år senere, i 1689, blev den reformerte kirke i København indviet med en tysk og en fransk afdeling. Også katolikker blev efterhånden tolereret, og i 1809 fik alle jøder tilladelse til lovligt ophold i riget uden særlig tilladelse, hvilket efterhånden medførte en udvandring fra Fredericia til andre danske byer.
En særlig - og efterhånden kontroversiel - indvandring bestod af højstående, primært tyske, personer i statsadministrationen. Dette fænomen blev især udpræget efter 1750, hvor den danske elite blev domineret af tyskere, som omgav og rådgav kongen. Det var folk som bayreren Johan Sigismund Schulin, der var udenrigsminister 1735-50, mecklenborgerne Johan Ludvig Holstein og Adam Gottlob Moltke samt hannoveranerne Johann Hartwig Ernst von Bernstorff og dennes nevø Andreas Peter Bernstorff, der alle havde ledende poster i den danske statsadministration. Omkring J.H.E. Bernstorff optrådte et helt lille tysksproget kulturmiljø af fastboende og midlertidigt tilflyttede tyskere som Friedrich Gottlieb Klopstock og Constantin og Friederike Brun. Andre indvandrere som naturvidenskabsmanden Carsten Niebuhr (fra Hannover), historikeren og franskmanden Paul-Henri Mallet, den bayerskfødte botaniker Georg Christian Oeder, den franskfødte arkitekt Nicolas-Henri Jardin og den franske billedhugger Jacques-François-Joseph Saly prægede også dansk kulturliv i den samme periode. Kulminationen nåedes med tyskeren Johann Friedrich Struensee, der som Christian 7.s livlæge og fortrolige rådgiver styrede Danmark enevældigt i årene 1770-72, indtil han blev styrtet ved Ove Høegh-Guldbergs statskup. Under Struensee var befolkningens misfornøjelse med den udenlandske elite vokset, og under Guldberg blev en dansk nationalisme fremmet. Den førte bl.a. til loven om dansk indfødsret i 1776, ifølge hvilken kun kongens egne undersåtter fremover havde adgang til statens embeder. I den såkaldte tyskerfejde sås flere hadefulde angreb på tryk mod den tyske kultur og de tysktalendes dominans.
I de følgende årtier blev det tyske befolkningselement i København langsomt assimileret. Tysk prædiken ophørte i Garnisonskirken og i Citadelskirken i 1819. Mange tyske familier skiftede sprog, undertiden helt bevidst for at markere deres danskhed. Det gjaldt således biskop Münters familie og Orla Lehmann og hans brødre, der var opvokset i et tysktalende hjem.

### Fra 1800-tallet til 2. verdenskrig
I sidste halvdel af 1800-tallet skete det industrielle gennembrud i Danmark. Større industriforetagender og anlægsarbejder kom til, som krævede meget arbejdskraft, og det gav bl.a. anledning til import af udenlandsk arbejdskraft. Svenske og tyske arbejdere deltog i større stil ved anlægning af jernbaner som København-Roskilde i 1844-47 og Århus-Langå-Randers-banen i 1862 og udbygningen af digerne på Lolland i 1870'erne og bygningen af Vestvolden. Især indvandrede mange svenskere til Danmark i sidste halvdel af 1800-tallet for at finde arbejde. I 1885 udgjorde den fremmedfødte befolkning i København 8,1 pct. af befolkningen - svenskfødte alene stod for de 4,1 pct. I perioden 1875-1917 gav politiet opholdstilladelse til 38.220 svenskere. Samtidig fortsatte op gennem århundredet de omvandrende tyske håndværkersvende at drage fra by til by, omend i aftagende grad. En opgørelse fra 1882 angav, at 18 pct. af bagermedhjælperne var udlændinge, en femtedel af cigarmagerne og forgylderne, og en fjerdedel af korkskærerne. En anden opgørelse nævnte at omkring en femtedel af arbejderne i maskin- og jernskibsbyggerierne var udlændinge. I nogle af de nyoprettede fagforeninger var der så mange udlændinge, at sproget blev tysk. Hos hattemagerne dannedes en egen sygekasse for de fremmede.
En særlig gruppe udgjorde de (mest kvindelige) polske roearbejdere på Lolland, der i stor stil blev importeret til arbejdet i roemarkerne i sommerhalvåret i perioden 1893-1929. I 1911 udgjorde polakker 27,8 % af landarbejderne på Lolland-Falster. Antallet kulminerede i 1914 med ca. 14.000 polske sæsonarbejdere, hvorefter det faldt kraftigt som følge af 1. verdenskrig. De fleste polakker rejste tilbage til Polen igen, men det skønnes, at ca. 3.-4.000 blev permanent i Danmark, blandt andet som følge af ægteskab. Det medførte en kraftig stigning i de danske katolske menigheder, og der blev bygget katolske kirker i Maribo, Nakskov og Nykøbing Falster.
De verdenshistoriske begivenheder medførte i flere omgange ankomsten af flygtninge til Danmark. Efter den russiske revolution i 1917 flygtede omkring 2½ million russere bort fra Rusland; heraf fik godt 1200 opholdstilladelse i Danmark 1917-22. Da Nordslesvig kom tilbage til Danmark i 1920 som Sønderjylland, blev dermed også en gruppe såkaldt Volhyniendeutsche på ca. 50 familier danske statsborgere. Deres forfædre havde et hundrede år tidligere udvandret til grænseegnene mellem russere og polakker, men som følge af krigen på Østfronten flygtede Volhynientyskerne tilbage til Tyskland, og nogle endte altså ved den nye grænsedragning i 1920 i Danmark. Efter nazisternes magtovertagelse i Tyskland modtog Danmark en del flygtninge herfra, ofte politiske flygtninge som Philipp Scheidemann og Theodor Geiger. Nogle boede i Danmark midlertidigt som Wilhelm Reich, Bertolt Brecht og Fritz Busch. Efter Tysklands annektering af Sudeterlandet i 1938 tog Danmark imod 163 flygtninge herfra, fortrinsvis aktive socialdemokrater. Ligeledes tog Danmark i løbet af 1930'erne imod nogle tusinde jødiske flygtninge fra det nazistiske Tyskland.

### Efterkrigstiden
I de sidste måneder af 2. verdenskrig ankom ca. 275.000 flygtninge, næsten alle tyskere, fra Central- og Østeuropa til Danmark i takt med den tyske hærs tilbagetrækning og sammenbrud på Østfronten. Disse tyske flygtninge var uønskede i Danmark, men kunne ikke umiddelbart sendes ud af landet. De blev derfor indkvarteret i en række lejre landet over, hvor de blev holdt skarpt adskilt fra befolkningen. Således fik de - med få antagelser - ikke adgang til det danske arbejdsmarked. Efterhånden blev de i mindre kontingenter sendt til Tyskland, de sidste i februar 1949. Tilbage i Danmark var 17.000 gravsteder.
Blandt de nævnte flygtninge var også ca. 30.000 ofre for nazisternes hærgen som krigsfanger og tvangsforflyttede ikke-tyskere, der hurtigt blev skilt fra resten og tilbudt væsentlig friere forhold. Efterhånden blev også de fleste af disse sendt videre, enten tilbage til deres hjemland eller til ophold i bl.a. England og Frankrig, hvor de kunne blive statsborgere. Knap 1.000 fra gruppen, heriblandt 400 fra de baltiske lande, blev i Danmark og fik efterhånden statsborgerskab.
I 1956 modtog Danmark godt 1000 ungarske flygtninge efter opstanden i Ungarn. Begivenhederne i Ungarn blev fulgt med meget stor opmærksomhed i Danmark, og flygtningene mødte meget stor velvilje. Begivenhederne førte til den første landsdækkende TV-indsamling til fordel for Ungarnshjælpen og til oprettelse af organisationen Dansk Flygtningehjælp. Denne paraplyorganisation for en lang række andre foreninger og institutioner organiserede sprogundervisning for de ungarske flygtninge, skaffede boliger og bistod med adgangen til arbejdsmarkedet. Den har siden stået for en væsentlig del af det danske arbejde med bl.a. behandlingen af flygtninge, der ankommer til Danmark.
Dansk Flygtningehjælp var i den første årrække efter starten indrettet på årligt at modtage 80-100 flygtninge. Det gjaldt bl.a. enkeltpersoner, der flygtede fra de kommunistiske regimer i Øst- og Centraleuropa (såkaldte "afhoppere"), ligesom Flygtningehjælpen tog imod et antal handicappede og ældre flygtninge, der siden 2. verdenskrig havde måttet leve i flygtningelejre i andre vesteuropæiske lande uden at kunne opnå varigt ophold under mere almindelige vilkår. Fra slutningen af 1960'erne ændredes situationen dog markant talmæssigt. Første forvarsel var følgerne af Warszawapagtens invasion af Tjekkoslovakiet i 1968, der igen førte til en voldsom flygtningestrøm i Europa. Danmark modtog 200 tjekker og slovakker i 1968 og i de følgende år endnu 300, mest unge uddannelsessøgende. Efter at en antisemitisk stemning var brudt ud i Polen i 1969, tilbød Danmark asyl til alle polske jøder og deres pårørende, og mere end 3.000 polakker udvandrede derfor til Danmark i 1969-72. I de følgende år fulgte forskellige flygtningegrupper fra brændpunkter i hele verden: 158 flygtninge fra Uganda efter udvisningen af alle asiater af indisk og pakistansk afstamning herfra i 1972, ca. 800 chilenere efter militærkuppet i Chile i 1973, bådflygtninge fra Vietnam i 1970'erne og siden 1978 et fast antal såkaldte kvoteflygtninge, der udvælges i samarbejde med UNHCR. Indtil 1983 havde Danmark i alt modtaget ca. 10.000 flygtninge.
En særlig arbejdsmarkedsbetinget indvandring fandt sted fra midten af 1960'erne indtil oliekrisen i 1973. I denne periode var der højkonjunktur i Danmark, og erhvervslivet manglede arbejdskraft, hvorfor man efterhånden kiggede på muligheden for at importere arbejdskraft fra fjernereliggende lande. I 1963 påbegyndtes opførelsen af Shell-rafffinaderiet ved Fredericia, hvor man havde behov for svejsere, der mestrede en særlig teknik til at kontrollere svejsningen ved hjælp af røntgenstråler. Det var kun få danskere oplært i, og derfor indkaldte man specialister fra Tyrkiet. De blev forløbere for udviklingen i de senere år, hvor større grupper af udlændinge fik arbejde i Danmark. Under et blev de først omtalt som fremmedarbejdere og siden som gæstearbejdere - en betegnelse, der demonstrerede, at man betragtede dem som midlertidige indvandrere, der senere ville vende tilbage til deres hjemlande. Det blev imidlertid sjældent tilfældet; i stedet blev de fleste permanent i Danmark og fik efterhånden selskab af deres familie fra det oprindelige hjemland. I 1970 indførtes dog stop for udstedelse af nye førstegangsarbejdstilladelser, og da konjunkturerne vendte i 1973, og arbejdsløsheden steg, indførte Danmark et stop for indvandring af flere gæstearbejdere. Tyrkiet, Jugoslavien, Pakistan og Marokko udgjorde nogle af oprindelseslandene for gæstearbejderne. Antallet af fremmedarbejdere i Danmark var i 1973 ca. 12.000, og efter familiesammenføringer var de i 1978 blevet til 35.000, hvortil kom ca. 10.000 flygtninge.

### Fra 1983 til i dag
I 1983 vedtog Folketinget med stort flertal (alle partier bortset fra Fremskridtspartiet) en ny udlændingelov til afløsning for den tidligere lovgivning fra 1952. Den gav på mange måder asylansøgere og flygtninge større og klarere juridiske rettigheder. Loven er ofte blevet omtalt som en af de mest liberale udlændingelove i Europa. Flygtningene blev indtil 1984/85 stort set mødt med velvilje, men derefter blev spørgsmål om flygtninge, asylansøgere, familiesammenføringer, integration o.l. i stigende grad et stridspunkt i den offentlige debat, blandt andet som følge af, at antallet af asylansøgere fra 1984 begyndte at stige. I 1984-86 modtog Danmark en del flygtninge fra Mellemøsten og Sri Lanka, og i 1991-97 igen større grupper fra det tidligere Jugoslavien og Somalia, samtidig med at familiesammenføringssager indirekte førte til et regeringsskifte i 1993 som følge af den såkaldte tamilsag. I 1986, 1998 og ikke mindst i årene efter regeringsskiftet i 2001 blev der foretaget en række justeringer og stramninger i lovgivningen. I 2001 oprettedes Ministeriet for Flygtninge, Indvandrere og Integration, og betingelserne for at opnå asyl eller familiesammenføring blev strammet. Blandt andet blev 24-års-reglen vedtaget og den særlige overførselsindkomst starthjælp indført. Spørgsmål om indvandring og integration har beholdt en fremtrædende plads på den politiske dagsorden i Danmark indtil i dag, ofte stimuleret af nye grupper af flygtninge og andre indvandrere. I det 21. århundrede er der således bl.a. kommet flygtninge fra Afghanistan, borgerkrigen i Syrien og fra Ukraine efter Ruslands invasion af Ukraine 2022. Samtidig har østudvidelsen af EU medført en større indvandring fra østeuropæiske lande, oftest af arbejdsmæssige grunde. Det gælder især polakker, som i 2023 udgør den næststørste indvandrergruppe opdelt efter oprindelsesland (efter tyrker), og rumænere, som udgør den fjerdestørste gruppe. Ikke mindst indvandringen fra overvejende muslimske lande til Danmark har givet anledning til debat. I 2020 skønnedes det, at der var ca. 256.000 danske muslimer, svarende til 4,4 % af befolkningen. Heraf var langt de fleste indvandrere eller efterkommere af indvandrere til Danmark.

## De største indvandrergrupper i Danmark i dag
1. januar 2023 var der i Danmark registreret indbyggere fra ca. 200 forskellige oprindelselselande (dvs. både indvandrere og deres efterkommere som registreret af Danmarks Statistik). Ud over de 5.021.000 mennesker med dansk oprindelse var de 10 største grupper fordelt på oprindelsesland:
| Oprindelsesland | Antal  |
| --------------- | ------ |
| Tyrkiet         | 65.918 |
| Polen           | 54.825 |
| Syrien          | 44.534 |
| Rumænien        | 44.176 |
| Ukraine         | 42.468 |
| Tyskland        | 39.207 |
| Irak            | 34.518 |
| Libanon         | 28.121 |
| Pakistan        | 26.714 |
| Iran            | 24.118 |

På de næste pladser fulgte befolkningsgrupper fra Bosnien-Hercegovina, Somalia, Afghanistan, Indien, Storbritannien, Norge og Sverige.
I alt udgjorde indvandrere 698.000 personer eller 11,8 % af den danske befolkning ved starten af 2023, mens efterkommergrupperne udgjorde 213.000 personer eller 3,6 %. Knap 64 % af gruppen af indvandrere og efterkommere stammede fra ikke-vestlige lande. Personer med dansk oprindelse udgjorde 84,6 % af befolkningen i 2023. Blandt personerne med dansk oprindelse er der også nogle, som har en enkelt forælder, der er født i udlandet. Denne gruppe talte i 2020 ca. 284.000 personer; gruppen talte blandt andet børn af danske udenlandskfødte adoptivbørn, der siden har stiftet familie og selv fået efterkommere i Danmark.

## Integration af indvandrere og efterkommere
Beskæftigelsen er generelt noget lavere for indvandrerne i Danmark end for personer af dansk oprindelse. Det gælder især for indvandrere fra ikke-vestlige lande, men der er store forskelle indenfor grupperne. Efterkommere fra såvel vestlige som ikke-vestlige lande har generelt højere erhvervsfrekvenser end indvandrere, men lavere end personer af dansk oprindelse. Samtidig er indvandrere fra såvel vestlige som ikke-vestlige lande i noget højere grad selvstændigt erhvervsdrivende end personer af dansk oprindelse.
Uddannelsesmæssigt er der blandt indvandrerne og efterkommerne i Danmark en relativt lav andel, der har en kompetencegivende uddannelse, og drenge og piger med dansk oprindelse får højere karakterer ved de bundne prøver ved Folkeskolens Afgangsprøver end indvandrere og efterkommere. Korrigeret for socioøkonomiske forhold er forholdet dog omvendt for efterkommere af ikkevestlige elever, der i en sådan beregning får lidt højere karakterer end elever af dansk oprindelse. Indvandrere er overrepræsenteret blandt personer på offentlig forsørgelse og blandt personer, der har begået kriminalitet. Tager man højde for en forskellig alderssammensætning og socioøkonomisk status blandt grupperne, var kriminaliteten i 2015 18 pct. højere blandt mandlige indvandrere end blandt hele den danske befolkning.

## Ekstern henvisning
- Danmarks Statistiks hjemmeside om indvandrere og efterkommere